# ベイリーハミルトン島
ベイリーハミルトン島（ベイリーハミルトンとう、Baillie-Hamilton Island）は、カナダ北極諸島北部、クイーンエリザベス諸島を構成する島のひとつ。北緯75度53分0秒 西経94度35分0秒 / 北緯75.88333度 西経94.58333度に位置し、ヌナブト準州に属する。面積は 290 km2である。北と東はデヴォン島、南はコーンウォリス島に隣接する。